# Kirik von Nowgorod
Kirik von Nowgorod (russisch Кирик Новгородец/Kirik Nowgorodez; * 1110; † nach 1156) war ein russischer Mönch und Chronist und Verfasser der ersten russischen mathematischen Abhandlung.
Kirik (eine Form von Kyrill) war ein Mönch des Antoniew-Klosters in Nowgorod und gehörte später zur Umgebung des Bischofs Niphont von Nowgorod (1130 bis 1156). Er schrieb 1136 die erste mathematische Abhandlung in Russland, bekannt als Lehre von den Zahlen (Utschenije o tschislach, Учение о числах, vollständiger Titel Utschenije im sche wedati tschisla wsech let), das vor allem Fragen der Chronologie gewidmet ist (wie dem Osterdatum, dessen 532 Jahres-Zyklus er nach Simonow kannte). Außerdem stammen von ihm Beiträge zur Ersten Nowgoroder Chronik und einige der „Fragen des Kirik“ (Вопрошание Кирика, Woproschanie Kirika, 152 theologische Fragen des Erzbischofs Nifont). Er übersetzte auch das Pentateuch und Werke des Patriarchen Nikephoros.
Sein Geburtsdatum ist durch eine Bemerkung in seinem Mathematikbuch überliefert. Wahrscheinlich ist er auch identisch mit dem Chronisten, der in der Ersten Nowgoroder Chronik seine Ordination im Jahr 1144 angibt. Da auch angenommen wird, dass von ihm die Einträge über Nifont in der Chronik stammen, der 1156 starb, muss er ihn überlebt haben. Er teilt darin mit, dass Nifont nach Nowgorod geflohen sei und beschuldigt wurde, den Kirchenschatz geplündert zu haben, verteidigt ihn aber auch, indem er die von ihm angeregten Kirchenbauten erwähnt.
Der Asteroid (3588) Kirik ist nach ihm benannt.